# 650 Fifth Avenue

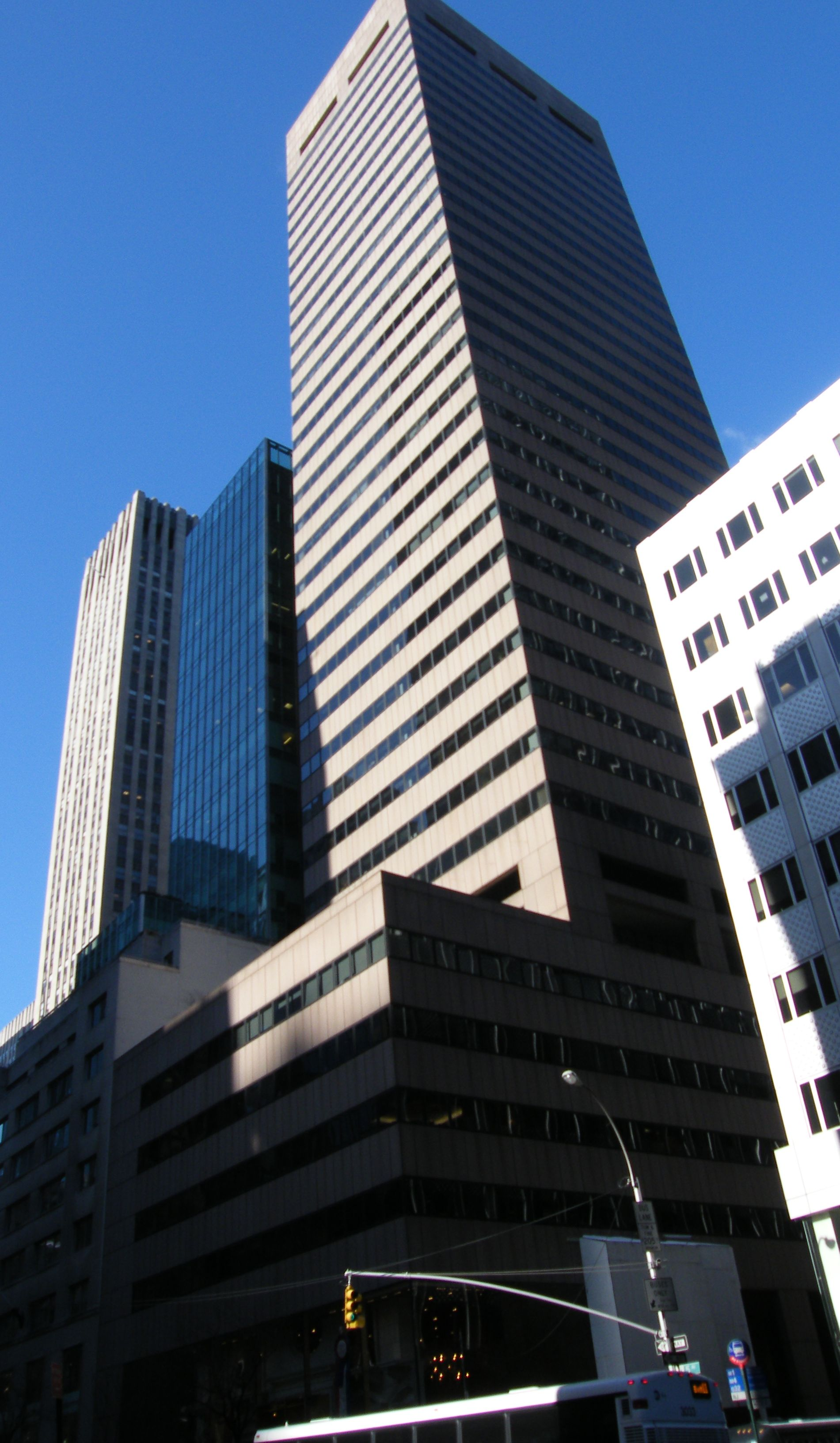
650 Fifth Avenue.

650 Fifth Avenue (tidigare känd som Piaget Building) är en 36 våningar hög byggnad i närheten av Rockefeller Center vid 52nd Street, Manhattan i New York. Byggnaden designades av John Carl Warnecke & Associates 1978.